# Mise en abyme
La mise en abyme (o anche mise en abîme o mise en abysme, in francese "messa in abisso"), è un'espressione usata inizialmente da André Gide per indicare un espediente narratologico che prevede la reduplicazione di una sequenza di eventi o la collocazione di una sequenza esemplare che condensi in sé il significato ultimo della vicenda in cui è collocata e a cui rassomiglia.

## Nell'arte e nella fotografia
Nell'arte occidentale, l'espressione indica una tecnica nella quale un'immagine contiene una piccola copia di sé stessa, ripetendo la sequenza apparentemente all'infinito. Il termine ha origine in araldica, dove descrive uno stemma che appare come uno scudo al centro di uno scudo più grande. Ad un analogo accorgimento ricorsivo fa riferimento il cosiddetto "effetto Droste".

## Nel teatro e in letteratura
Un esempio classico di mise en abyme è la rappresentazione teatrale che, nell'Amleto di Shakespeare, riproduce l'uccisione del re.
Nella critica letteraria, la mise en abyme indica un particolare tipo di "storia nella storia", in cui la storia raccontata (livello basso) può essere usata per riassumere o racchiudere alcuni aspetti della storia che la incornicia (livello alto). Il termine viene usato nel decostruzionismo e nella critica decostruzionista come paradigma della natura intertestuale del linguaggio, del modo in cui il linguaggio non raggiunge mai i fondamenti del reale, perché sempre si riferisce ad altro linguaggio, che a sua volta si riferisce ad altro linguaggio, all'infinito.

## Nel cinema
Nel cinema la funzione della mise en abyme è simile a quella che ha nelle arti figurative, ma include anche il concetto di "sogno nel sogno". Per esempio, un personaggio si sveglia da un sogno e più tardi scopre che sta ancora sognando. Attività simili al sogno, come stati di incoscienza e realtà virtuale, vengono anch'esse definite mise en abyme.

### Esempi
- L'anno scorso a Marienbad di Alain Resnais (1961). Il film inizia con la ripresa di un'opera teatrale, tra il pubblico ci sono i due protagonisti del film la cui storia finirà nello stesso identico modo in cui finisce l'opera teatrale.
- Il film 8½ di Federico Fellini (1963) ne è l'esempio più eclatante, l'intera narrazione è costruita con la mise en abyme e tutti gli elementi sono ordinati in funzione di essa.[2]
- Il film eXistenZ di David Cronenberg (1999) ne è un esempio, in quanto i protagonisti non sanno mai con certezza se si trovano fuori o dentro al gioco di realtà virtuale al quale partecipano.
- Mulholland Drive (2001) di David Lynch.
- Un film che sfrutta ampiamente tale tecnica è Il ladro di orchidee di Spike Jonze (2002), nel quale lo sceneggiatore Charlie Kaufman ritrae sé stesso intento a scrivere la sceneggiatura del medesimo film di cui è protagonista.
- Un'idea simile è sviluppata nel film Synecdoche, New York (2008), regia di Charlie Kaufman, in cui c'è una riflessione sulla messa in scena della realtà attraverso il teatro.
- Un ulteriore esempio è il film Inception di Christopher Nolan (2010), costruito interamente su più livelli di "sogno nel sogno".
- Réalité (Q. Dupieux, 2014)
- Sto pensando di finirla qui di Charlie Kaufman (2020) è, come altri suoi film, una sorta di gioco di piani narrativi che si sovrappongono.

## Nel fumetto
Tale tecnica si può trovare in alcune storie scritte da Tiziano Sclavi per Dylan Dog, come Morgana e Storia di nessuno.